# Helikopterrånet (TV-serie)
Helikopterrånet är en svensk biografisk kriminaldramaserie som hade premiär på strömningstjänsten Netflix den 22 november 2024. Serien är regisserad av Daniél Espinosa. Den skildrar det uppmärksammade helikopterrånet i Västberga som ägde rum i september 2009. Serien är skapad av Ronnie Sandahl vars manus även är baserat på Jonas Bonniers roman med samma namn från 2017. Serien är producerad av Johannes Åhlund på filmbolaget B-Reel Films. Första säsongen består av åtta avsnitt.

## Handling
Serien handlar om det uppmärksammade rånet som genomfördes på morgonen den 23 september 2009 mot G4S Cash Services värdedepå i Västberga. För att hämta bytet från värdedepån använde sig rånarna av en helikopter.

## Rollista (i urval)
Källa: IMDb
- Mahmut Suvakci – Rami
- Ardalan Esmaili – Michel
- Vic Carmen Sonne – Alex
- Dejan Milacic – Zoran
- Iskra Kostic – Leonie
- Erik Svedberg-Zelman – Axel
- Johanna Hedberg – Karin
- Wim Elfwencrona – Nicke
- Kiara Rahman – Eddie
- Mark Lewis – Mats Börjesson
- Angela Kovács – Lena
- Ludde Hagberg – Börjesson
- Kian Suvakci Mohammadzada – John
- Anders Mossling – Arlinder
- Manuel Dubra – Heed